# Überreichweite
Von Überreichweiten ist die Rede, wenn Signale regionaler, terrestrischer Funkdienste in weitaus größerer Entfernung als üblich zu empfangen sind. Dieses fällt insbesondere bei Radiostationen auf UKW und Fernsehsendern auf, kann jedoch auch bei Mobilfunknetzen vorkommen. Betroffen sind Frequenzen über 30 MHz, für die normalerweise quasioptische Ausbreitungsbedingungen gelten. Somit sind auch bei vielen anderen Funkdiensten, wie Polizeifunk, Feuerwehren, Rettungsdienste, Betriebsfunk, Taxifunk oder UKW-Seefunk die Folgen von Überreichweiten zu spüren. Nicht selten wird dabei die Kommunikation erschwert. Funkamateure und DXer nutzen diese Bedingungen dagegen für seltene Verbindungen.

## Auswirkungen
Eine Folge von Überreichweiten ist, dass sich Sender gleicher Frequenz überlagern. Wenn zum Beispiel ein analoger Fernsehsender in Bayern auf VHF Kanal 6 ausstrahlt und ein österreichischer denselben Kanal nutzt, so wird zwischen beiden Ländern vereinbart, dass sich die Senderreichweiten nicht überschneiden. Durch atmosphärische und ionosphärische Einflüsse kann es jedoch dazu kommen, dass die Reichweite eines Senders erhöht wird, so dass der Empfänger des einen Senders auch Signale des anderen empfängt. Bei analogen Signalen kommt es dann zu Bild- oder Tonüberlagerungen. Strahlen beide Sender das gleiche Programm aus, so kommt es zu verschobenen Bildern mit gleichem Inhalt. Das des weiter entfernten Senders erscheint schwächer. Bei unterschiedlichen Programmen sieht man die Bilder des schwächeren Senders als Geisterbild im laufenden Programm. In beiden Fällen kann es auch zu Tonstörungen kommen. Auch Digitalsignale werden bei Überreichweiten transportiert. Diese sind zunächst robuster gegen Störungen. Ab einem bestimmten Punkt kommt es jedoch zum Totalausfall. Satellitenverbindungen sind von den hier beschriebenen Phänomenen nicht betroffen.

## Verschiedene Ursachen von Überreichweiten und ihre Folgen
Radiowellen in den Frequenzbereichen VHF, UHF und darüber breiten sich quasioptisch aus. Wenn Sichtverbindung bestünde, könnten Entfernungen von mehreren 1000 km überbrückt werden. Dieses verhindert jedoch die Erdkrümmung.
Ohne Überreichweiten gelangen die Signale zum Beispiel eines UKW-Radiosenders deshalb nur geringfügig über den Sichthorizont der Sendeantenne hinaus. Wenn diese auf einem 200 Meter hohen Mast im Flachland installiert ist, bestünde bis zu etwa 40 km Sichtkontakt zu einem Empfänger. Entsprechend stark ist in diesem Bereich das Signal. Allerdings verhält sich ein Radiosignal nicht exakt wie Licht. Es dringt zum Beispiel abgeschwächt durch Mauern und folgt auch eine kleine Strecke der Erdkrümmung.
Bis in etwa 100 km Entfernung wäre das Signal mit einem guten Radio empfangbar. Wenn die Frequenz frei ist, kann ein UKW-Radiosignal auch bei normalen Bedingungen noch bis circa 400 km mit sehr schwacher, schwankender Signalstärke empfangen werden. Hierzu sind allerdings Richtantennen und geeignete Geräte nötig.

### Troposphärische Überreichweiten (Tropo)
Frequenzen: VHF, UHF, SHF,
Reichweite: 100 bis 1000 km,
Signale: schwach bis stark

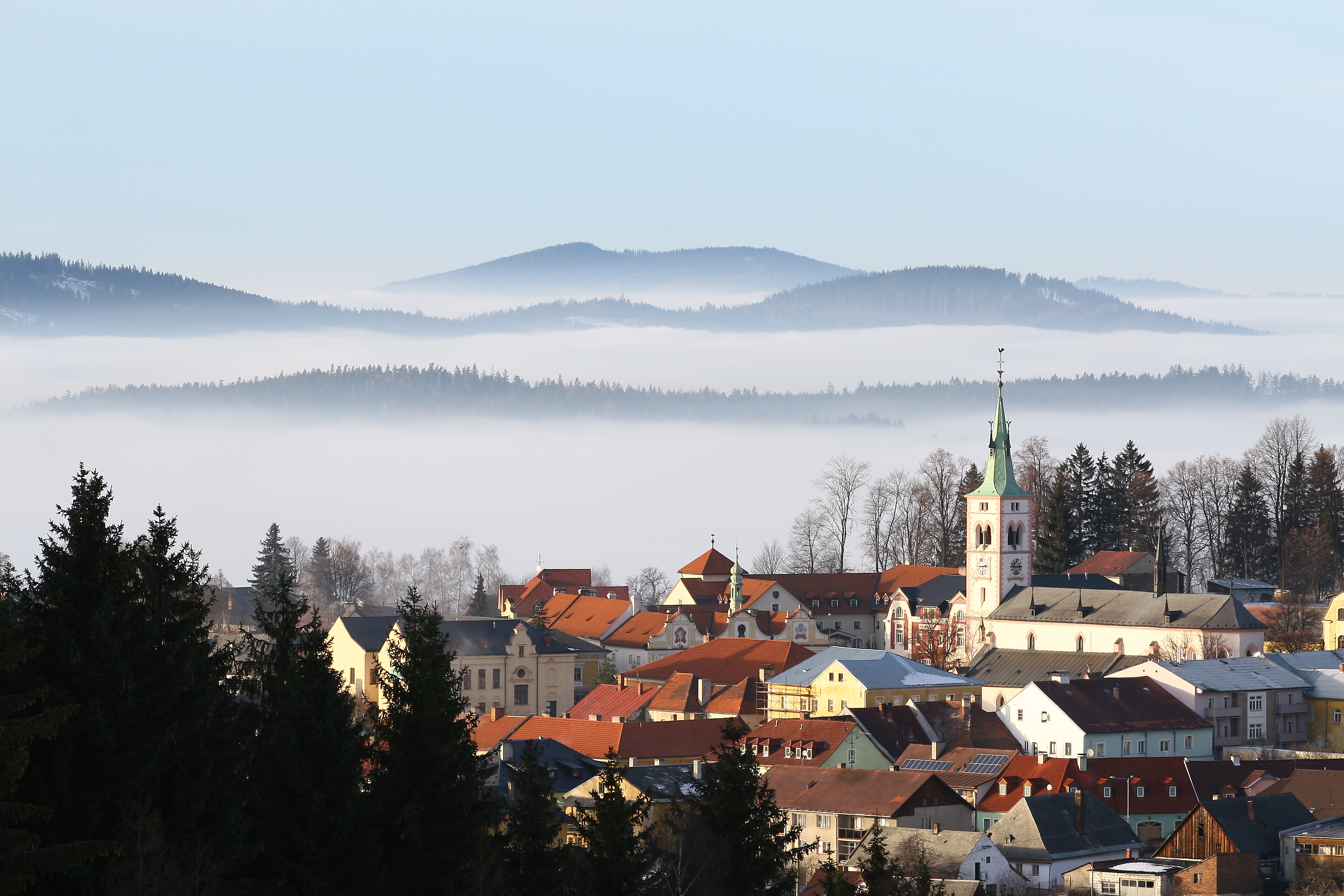
Typische Inversionswetterlage

Werden beispielsweise im Ruhrgebiet dänische UKW-Radiostationen empfangen, sind in der Regel troposphärische Überreichweiten der Grund dafür. Die Überreichweiten werden durch Inversionswetterlagen in der Troposphäre, die bis zu einer Höhe von 15 km reicht, hervorgerufen. Funkwellen, oberhalb von etwa 50 MHz, werden dann durch Luftschichten mit einem inversen Temperaturverlauf (kalte Luft unten, warme darüber) gebrochen und/oder wie in einem Wellenleiter geführt. Der Brechungsindex-Gradient vergrößert ohnehin den normalen Radiohorizont von Funkstationen, der deswegen in den oben genannten Frequenzbereichen über die Erdkrümmung hinausreicht − er kann bei Inversion bis zu einer Entfernung von etwa 700 km reichen. Die  zu beobachtenden Feldstärken können hierbei über mehrere Stunden oder Tage relativ konstant bleiben. Leichtes „Tropo“ mit nur geringfügig erhöhten Feldstärken tritt relativ häufig auf, besonders im Frühling oder Herbst bei relativer Windstille. Die oberen Luftschichten werden bei Sonnenuntergang oder Aufgang von der Sonne erwärmt, während die bodennahen Schichten, besonders in ländlichen Gebieten mit Flüssen oder Seen, relativ schnell abkühlen beziehungsweise sich langsamer erwärmen (Indiz: Bodennebel). Diese Bodeninversion führt zu Überreichweiten von 300 bis 400 km, während Wellenleiterkanäle durch höhere Inversionsschichten mitunter zu Überreichweiten bis über 1000 km führen.
Begünstigt werden troposphärische Überreichweiten typischerweise durch Hochdruckwetterlagen und bei Ausbreitungswegen über Wasser. Bei starker Inversionswetterlage, in Deutschland an etwa 10 Tagen im Jahr, sind Stationen bis 1000 km, in Ausnahmefällen auch darüber, empfangbar. Im Mittelmeerraum dagegen kommt es relativ häufig zu ausgeprägten troposphärischen Überreichweiten.
Ausbreitung über den quasioptischen Horizont hinaus entsteht auch durch das wetterunabhängige Troposcatter, wird dann aber nicht als Überreichweite bezeichnet.

### Sporadic-E (Es)
Frequenzen: VHF bis maximal ca. 200 MHz,
Reichweite (UKW): 800 bis 2500 km,
Signale: stark,
fast nur im Sommer und tagsüber
Wenn in Deutschland im Sommer UKW-Radiostationen aus Südeuropa zu hören sind, handelt es sich mit großer Wahrscheinlichkeit um „Sporadic-E“. Die Signale können sehr stark werden, sie schwanken dabei und sind nur aus einem kleinen geographischen Bereich in einer eng abgegrenzten Richtung von etwa ±1°, aber unterschiedlichen Entfernungen von typischerweise 1200 bis 2200 Kilometern hörbar. Reflexionspunkte liegen zwischen Sender und Empfänger und konzentrieren sich auf wenige Kilometer.
So können in Deutschland in einem Moment Stationen aus Madrid und Südportugal zu hören sein, während zum selben Zeitpunkt in Großbritannien Stationen aus Italien empfangen werden. Sporadic-E tritt tagsüber fast täglich im Sommer auf, zum Teil nur wenige Minuten, gelegentlich auch über viele Stunden. Bis in der 2010er Jahre waren auf diese Weise auch regelmäßig analoge, terrestrische Fernsehsender in Deutschland z. B. aus Spanien oder Griechenland im VHF-Band I auf den Kanälen 2 bis 4 zu empfangen. Infolge der Umstellung auf digitales Fernsehen wird dieses Band in Europa kaum noch genutzt.
Sporadic-E unterscheidet sich vollkommen von Tropo. Die Radiowellen werden in der circa 150 km hohen E-Schicht der Ionosphäre reflektiert. Somit werden große Distanzen überbrückt. Typisch im UKW-Radioband ist der Empfang von Stationen aus 1500 bis 2000 km Entfernung. Weil der Einfallswinkel der Reflexion nur sehr flach sein darf, sind auf UKW Distanzen unterhalb 800 km bei Sporadic-E kaum möglich. Höhere Frequenzen führen zu größeren Entfernungen.
In der Ionosphäre werden normalerweise Kurzwellensignale reflektiert. Die Höchstfrequenz dafür liegt meistens zwischen 15 und 30 MHz. Bei Sporadic-E steigt sie bis zu 150 MHz an, in Ausnahmefällen auch darüber. Leichtes Sporadic-E gibt es im Sommer fast täglich über mehrere Stunden, starkes an bis zu 20 Tagen. Die folgende Tabelle gibt einen Beispiele für Entfernungen bei unterschiedlicher Ausprägung von Sporadic-E:
| Frequenz             | 20 MHz (obere Kurzwelle) | 27 MHz (CB-Band) | 50 MHz TV-Kanäle 2,3,4; 6-m-Amateurfunk | 100 MHz UKW | 144 MHz 2-m-Amateurfunk |
| -------------------- | ------------------------ | ---------------- | --------------------------------------- | ----------- | ----------------------- |
| normale Bedingungen  | 2000 km                  | -                | -                                       | -           | -                       |
| leichtes Sporadic-E  | 1300 km                  | 1500 km          | -                                       | -           | -                       |
| mittleres Sporadic-E | 1000 km                  | 1300 km          | 1800 km                                 | -           | -                       |
| starkes Sporadic-E   | 600 km                   | 800 km           | 1000 km                                 | 1600 km     | 1800 km                 |

In seltenen Fällen können Doppelsprünge eines Signals mit Sporadic-E beobachtet werden.
Hörbeispiel: eine UKW-Station aus Finnland (Yle Radio 1, Sender Espoo, 87,9 MHz), gehört am 9. August 2015 am Bodenseeⓘ

### Aurora
Frequenzen: bis 200 MHz,
Reichweite: ca. 1000 km,
Signale: schwach
Schwache, stark verzerrte Signale von Stationen aus nördlichen Regionen, beispielsweise Schottland, deuten auf „Aurora“ hin. Hierbei werden Radiosignale an temporär ionisierten Bereichen der Atmosphäre (Polarlicht, auch Aurora genannt) reflektiert. Nur bei sehr starkem Aurora-Effekt ist das Phänomen in Deutschland ohne großen Aufwand zu beobachten. Nördlich des Polarkreises tritt es an vielen Tagen im Jahr auf.

### Meteor Scatter (MS)
Frequenzen: bis 200 MHz,
Reichweite: ca. 1000 km,
Signale: schwach
Wenn Meteore in die Atmosphäre eintreten, hinterlassen sie ionisierte Bahnen, an denen Funkwellen reflektiert werden können. Dieser Effekt ist sporadisch, winkelabhängig begrenzt und nur wenige Sekunden bis Minuten lang zu beobachten. Stationen in bis zu 2400 km Entfernung können dabei empfangen werden. Funkamateure nutzen das Phänomen für besonders weitreichende Funkverbindungen (QSOs).

### Aircraft-Scatter
Auch an Flugzeugen, englisch Aircraft, lassen sich Funksignale reflektieren und für Überreichweiten bis zu 800 km nutzen. Diese Verbindungen bestehen typischerweise nur kurzzeitig für eine Dauer zwischen einer halben und einigen wenigen Minuten. Durch Reflexionen an Flugzeugen sind in Regionen mit dauerhaftem Flugverkehr durchgehend schwache Signale auf VHF und UHF bis etwa 550 km Entfernung hörbar. Dies korrespondiert mit einer Flughöhe von gut 10 km. Durch Dopplereffekte an starken, analogen TV-Trägersignalen ließen sich diese Reflexionen nachweisen.

### Transäquatoriale Ausbreitung (TEP)
Frequenzen: bis 200 MHz,
Reichweite: 4000 bis 8000 km,
Signale: stark
TEP (trans equatorial propagation) ermöglicht durch Reflexion erfolgt an der Ionosphäre Signalwege zwischen Stationen, die gleich weit jeweils 2000 bis 3000 km nördlich und südlich des (geomagnetischen) Äquators liegen. Dies erfolgt meist bei Frequenzen zwischen 30 und 70 MHz, im Sonnenfleckenmaximum bis zu 108 MHz. Der Empfang von Signalen oberhalb 220 MHz ist äußerst selten, kann aber hoch bis zu 432 MHz (70-cm-Amateurfunkband) gehen.
Das erste größere Auftreten von TEP-Verbindungen im VHF-Bereich wurde 1957–58 während des Maximums des 19. Sonnenfleckenzyklus beobachtet. Um 1970 herum, dem Maximum des nachfolgenden 20. Zyklus, ereigneten sich viele Verbindungen zwischen australischen und japanischen Funkamateuren. Mit dem Anstieg des 21. Zyklus traten Signalwege zwischen dem südlichen Europa (Griechenland/Italien) und dem südlichen Afrika (Südafrika/Simbabwe) sowie zwischen dem zentralen und südlichen Afrika auf.
TEP kann in Deutschland nicht benutzt werden. Es gibt allerdings Meldungen über vereinzelte Bandöffnungen.
Es gibt zwei verschiedene Arten von TEP:
1. afternoon TEP, kurz aTEP (Nachmittag-TEP)
2. evening TEP, kurz eTEP (Abend-TEP).

#### Afternoon TEP (aTEP)
Afternoon TEP ereignet sich meist zwischen 14 und 19 Uhr Ortszeit und ist gewöhnlich begrenzt auf Entfernungen zwischen 4000 und 8000 km. Bevorzugt tritt es während der Äquinoktien (März/April beziehungsweise September/Oktober) auf. Nutzbare Frequenzen sind typischerweise 40–55 MHz, gelegentlich hoch bis zu 60–70 MHz.
aTEP wird auf Bereiche erhöhter Plasmadichte in der Ionosphäre symmetrisch nördlich und südlich des geomagnetischen Äquators zurückgeführt. Es tritt also eine zweimalige Reflexion an der Ionosphäre auf.

#### Evening TEP (eTEP)
Evening TEP ereignet sich meist zwischen 20 und 23 Uhr Ortszeit und ist gewöhnlich begrenzt auf Entfernungen zwischen 3000 und 6000 km. Es wurden Frequenzen bis 432 MHz beobachtet.
eTEP-Ereignisse werden auf Blasen mit einer erniedrigten Plasmadichte zurückgeführt, die sich symmetrisch nördlich bis südlich vom Äquator erstrecken und an den in der Nord-Süd-Richtung verlaufenden magnetischen Feldlinien ausgerichtet sind. Sie steigen hierbei in die Höhe auf, gewöhnlich mit Geschwindigkeiten von 125 bis 350 m/s, in Spitzen wurden sie mit bis zu 2 km/s gemessen. Der Durchmesser der einzelnen Blasen variiert von 40 bis 350 km. Funkwellen höherer Frequenz können in die Blasen eindringen und sich darin wie in einem Wellenleiter ausbreiten.

## Kurz-, Mittel- und Langwelle
Beim Empfang auf diesen Wellenbereichen wird nicht von Überreichweiten gesprochen, da entfernte Sender bereits unter normalen Bedingungen hörbar sind. Auf Kurzwelle wechselt die Ausbreitung ständig, abhängig von Frequenz, Tages- und Jahreszeit und Sonnenfleckenzahl. Bei Sporadic-E auf Kurzwelle verkürzen sich die Entfernungen, man spricht von Short Skip. Auf Mittel- und Langwelle reichen normalerweise starke Signale tags ca. 500 km, nachts ca. 2000 bis 3000 Kilometer weit. Ursache ist die Ionosphäre, die abhängig von Tageszeit und Sonnenaktivität verschieden weit nach unten reicht, sodass Funkwellen abhängig von ihrer Wellenlänge gedämpft, geführt oder reflektiert werden.